# 格达·扎西绒布
格达·扎西绒布（1952年—）藏族，籍贯不详，藏传佛教格鲁派白利寺第六世格达活佛。

## 生平
格达·扎西绒布是中专学历。早年坐床继任格达活佛。7岁起，担任甘孜县政协委员。后来，他曾任甘孜县政协副主席、甘孜县人大副主任，第四至九届四川省政协委员，后担任四川省政协常委委员。1987年，他当选中国佛教协会第五届理事会理事，后来连续几届均担任理事。